# 不对称诱导
不对称诱导，是立體化學名詞，指在一個富手性的反應物、化學試劑、催化劑或環境的作用下，一个化學反應中的產物尽於某一种對映異構體或非對映異構體多於另一种。不对称诱导是不對稱合成的一個重要元素。
不对称诱导的概念由赫爾曼·埃米爾·費歇爾研究碳水化合物時引入。 不对称诱导有幾種。
对內不对称诱导，是指反應中將手性從中央鍵透過共價鍵帶到反應中心。相關的起始物料通常由帶手性的集體合成所產生。接力不对称诱导，則指在独立的步骤中引入手性，再在另一个单独的化学反应取消。過程中引入了特别的合成子，称为手性助剂。对外不对称诱导，則指在过渡态中，透過一个手性配体的催化剂引入手性。这种不对称合成的方法是经济最可取的。

## 羰基 1,2 不对称诱导
羰基碳亲核加成的手性诱导，能以几种模型来描述。这些模型以的立体和电子结合作为基础考虑，而經常相互冲突。以下幾种模型由克拉姆(Cram)（1952），Cornforth（1959），Felkin（1969）等制定。

### 克拉姆规则(Cram's Rule)
克拉姆不对称诱导规则由唐纳德·克拉姆於1952年提出，是早期預測有關立體化學非環狀結構化合物系統的概念。规则是:
在某個非酶催而非以对映异构体為主的反應之中，而該非以对映异构体能以最無障礙的一邊進入的方法產生，那麼C-C 鍵的位置就是要使得雙鍵連接到兩個在鄰近非對稱中心的最小的官能基。
該規則表明分子中不對稱中心的存在會因為空間位阻誘導不對稱中心於其相鄰形成。
克拉姆在他 1952 年的出版物中介紹了他在文獻中描述的大量反應，可以根據此規則解釋反應產物的構象，他還描述了一個精心設計的實驗（方案 1）來證明他的觀點。
實驗涉及兩個反應。在實驗中，一種 2-苯基丙醛（1，實驗中使用外消旋體，但圖中顯示為 (R)- 對映異構體）與格氏試劑的溴苯反應生成 1,2-二苯基-1-丙醇 (2)，作為非對映異構體的混合物，主要是蘇式異構體（參見圖中費歇爾投影式的解釋）。
形成蘇式異構體的偏好可以通過上述規則解釋，當羰基以交錯形式定位時，該反應中的活性親核試劑從受阻最小的一側攻擊羰基（參見圖紐曼式投影 A）甲基和氫原子，它們是兩個最小的取代基，產生最小的空間位阻，在扭結方向和苯基作為反構象中最大的基團。
第二個反應是用氫化鋁鋰對 1,2-二苯基-1-丙酮 （2） 進行有機還原，得到與上述相同的反應產物，但現在優先選擇赤式異構體 (2a)。現在，氫陰離子 (H−) 是從受阻最小的一側攻擊的親核試劑（想像氫從紙平面進入）。
在 1952 年的原始出版物中，通過將反應產物應用於楚加耶夫消除反應，獲得了反應產物結構的額外證據，其中1,2-二苯基-1-丙醇的 蘇 / 赤 式異構體分別與 -α-甲基-二苯基乙烯的 順 / 反 式異構體反應。

## 費爾金過渡態模型
以法國化學家休·費爾金（Hugh Felkin）命名的費爾金模型 (1968) 也預測了羰基親核加成反應的立體化學。 費爾金認為克拉姆模型有一個主要缺點：羰基取代基（醛中則為氫原子）和最大的 α-羰基取代基之間的過渡態構象消失了。他證明，通過將羰基取代基的空間體積從甲基增加到乙基、從異丙基到異丁基，立體選擇性也增加了，這不是克拉姆規則所預測的：
| 羰基取代基 | 赤 / 蘇式異構體的比例 |
| ---------- | --------------------- |
| 甲基       | 74：26                |
| 乙基       | 76：24                |
| 異丙基     | 83：17                |
| 三級丁基   | 98：2                 |

費爾金規則是：
- 過渡態類似於反應物。
- 涉及部分鍵（處於過渡狀態）的扭轉張力佔完全形成的鍵之間應變的很大一部分（即使鍵合程度非常低）。當被取代基 R 向兩個相鄰基團傾斜時，若過渡態中的構象交錯，而非重疊，（如下圖中的過渡態 A） 能壘是最小的。

過渡態 B為根據克拉姆模型所得。
- 主要的空間位阻效應涉及 R 和親核試劑周圍，但不涉及羰基氧原子。
- 親核試劑的攻擊根據 Dunitz 角（107 度）發生，與氫原子重疊，而不是垂直於羰基。
- 極性效應或電子效應會穩定能使親核試劑和吸電子基團之間的距離達到最大的過渡態。例如，鹵代酮不遵守克拉姆規則，並且在上面的示例中，用環己基取代吸電子的苯基會大大降低立體選擇性。

## 費爾金-安過渡態模型
費爾金-安過渡態模型是費爾金模型的擴展，並糾正了費爾金模型中的兩個主要弱點。解決的第一個弱點是費爾金關於親核加成過渡態中強極性效應的陳述，這導致 SN2 反應的立體化學完全反轉，但沒有提供關於為什麼觀察到這種現象的理由。 解決方案是提供反週面效應，因為不對稱感應受到取代基和軌道效應的控制。
費爾金模型中的第二個弱點是無法解釋與醛類反應時的立體選擇性。與酮類相比時，醛類羰基的另一端是氫原子，因此反應時與親核試劑的空間相互作用大大降低。其解決方案是親核試劑對羰基中心改為進行非垂直攻擊，相對於氧-碳雙鍵在 95° 到 105° 之間的任何位置，有利於接近較小的取代基，從而解決醛的可預測性問題。 

## 羰基 1,3 不对称诱导
β-碳的立體電子環境也可以指導不對稱感應。多年來已經發展出許多預測模型來定義此類反應的立體選擇性。